# Otona
Otona ou Othonae era o nome de um antigo forte romano da costa saxônica na beira do mar perto da moderna vila de Bradwell-on-Sea em Essex, Inglaterra. O nome inglês antigo Ythanceaster para a localidade deriva do nome romano.

## História
O forte de Otona tem um estilo típico do final do século III e foi possivelmente construído durante ou pouco antes da Revolta de Caráusio, tornando-o contemporâneo dos fortes de Dubris (Dover), Portus Lemanis (Lympne) e Gariannonum (Burgh Castle). De acordo com a Notitia Dignitatum do início do século V, que é o único documento contemporâneo que menciona Otona, o forte era guarnecido por um numerus fortensium ("numerus dos bravos").

## Localização e construção
A localização de Otona na borda da península de Dengie era ideal para o controle dos estuários dos rios Blackwater e Colne, este último levando à importante cidade de Camulodunum (hoje Colchester). O formato do forte era aproximadamente trapezoidal, com cantos arredondados. A muralha de pedra tinha 4,2 metros de espessura, indicando uma superestrutura alta, e cercava mais de 2 hectares (4,9 acres). Uma única vala externa cercava o local. Embora parte do material de construção romano tenha sido reutilizado na Capela de São Pedro no Muro do século VII, boa parte da muralha sobreviveu até o século XVII, quando foi descrita pelo historiador local Philemon Holland como uma "enorme ruína". Desde então, foi amplamente engolida pelo mar, deixando escassos vestígios à vista.

## Cristandade
A comunidade Otona é uma comunidade cristã e um centro de retiro com sede em Bradwell-on-Sea e em Burton Bradstock em West Dorset. Foi fundada em 1946 por Norman Motley, um padre da Igreja da Inglaterra que serviu como capelão da RAF durante a Segunda Guerra Mundial e, após a guerra, como reitor de St Michael, Cornhill, de 1956 a 1980.
Otona é um bispado titular da Igreja Católica Romana; em 5 de novembro de 1991, Vincent Nichols foi nomeado bispo auxiliar de Westminster e bispo titular de Otona pelo Papa João Paulo II. Ele recebeu sua consagração episcopal em 24 de janeiro de 1992 na Catedral de Westminster.
Bradwell também é o nome de uma área episcopal dentro da Diocese de Chelmsford da Igreja da Inglaterra, cujo bispo atual (2019) é John Perumbalath. A Capela de São Pedro no Muro é uma capela de meados do século VII e sobreviveu do período de evangelização do reino da Saxônia Oriental.